# Zdeněk Krejčí (fotbalista)
Zdeněk Krejčí (9. září 1928 – 19. května 2014) byl český fotbalista, záložník a fotbalový trenér.

## Fotbalová kariéra
V Hradci Králové působil 12 sezón jako hráč. V lize nastoupil ve 122 ligových utkáních a dal 3 ligové góly. Celkem odehrál 275 mistrovských a 95 mezinárodních utkání. Hrál za Spartak Hradec Králové, s nímž získal roku 1960 historický titul mistra, jediný v dějinách klubu a první, který v československé lize putoval mimo Prahu a Bratislavu. V roce 1954 byl členem juniorské reprezentace Československa.

## Ligová bilance
| Ročník                                   | Zápasy | Góly | Klub                   |
| ---------------------------------------- | ------ | ---- | ---------------------- |
| 1. československá fotbalová liga 1956    | 22     | 0    | Spartak Hradec Králové |
| 1. československá fotbalová liga 1957/58 | 28     | 0    | Spartak Hradec Králové |
| 1. československá fotbalová liga 1959/60 | 25     | 1    | Spartak Hradec Králové |
| 1. československá fotbalová liga 1960/61 | 17     | 1    | Spartak Hradec Králové |
| 1. československá fotbalová liga 1961/62 | 22     | 1    | Spartak Hradec Králové |
| 1. československá fotbalová liga 1962/63 | 8      | 0    | Spartak Hradec Králové |
| CELKEM 1. liga                           | 122    | 3    |                        |

## Trenérská kariéra
Jako trenér založil moderní mládežnickou základnu Spartaku Hradec Králové a byl i trenérem A-mužstva při prostupu do 1. ligy v roce 1972. Jako trenér A-mužstva působil 10 sezón.